# Ferdinand von Wrangel
Ferdinand Friedrich Georg Ludwig von Wrangel (en rus:Фердина́нд Петро́вич Вра́нгель, Ferdinand Petrovich Vrangel; (29 de desembre de 1796 - 25 de maig de 1870) va ser un explorador i mariner rus membre de l'Acadèmia de Ciències de Sant Petersburg i fundador de la Societat Geogràfica de Rússia.
Von Wrangel nasqué a Pleskau, Estònia, dins la noblesa germànica bàltica. Va prendre part en la volta al món feta per Vasily Golovnin en el vaixell Kamchatka el 1817–1819. L'illa de Wrangel rep aquest nom en el seu honor.
El 1820 va ser escollit per manar l'expedició Kolymskaya per explorar els mars polars de Rússia. Sortí de Sant Petersburg i arribà a Nizhnekolymsk el 2 de novembre de 1820. A principi de 1821 arribà al Cap S Shelagsky amb trineus conduïts per gossos. Arribà fins a la latitud 72° 2′ nord.
El 1829, explorà part de Sibèria i Kamtxatka. Wrangel es retirà l'any 1864. S'oposà a la Compra d'Alaska que van fer els Estats Units el 1867. Morí a Dorpat, Livònia.

## Obra
Un relat de les seves observacions durant el seu primer viatge es va publicar en alemany (Berlín, 1827), Reise laengs der Nordküste von Sibirien und auf dem Eismeere in den Jahren 1820-1824 (2 volums., Berlin, 1839), que van ser traduïts a l'anglès com Wrangell's Expedition to the Polar Sea (2 vols., London, 1840). L'informe complet aparegué en rus amb el títol de "Otceschewie do Sjewernym beregam Sibiri, po Ledowitomm More" (2 volums., St. Petersburg, 1841), i al francès: Voyage sur les côtes septentrionales de la Sibérie et de la mer glaciale (2 volums., 1841).
Wrangel també publicà:
- Otscherk puti is Sitchi w' S. Petersburg (1836)
- Nachrichten über die Russischen Besitzungen an der Nordwestküste America's (2 vols., St. Petersburg, 1839)

## Llist d'alguns topònims amb el seu nom
- Illa de Wrangel, a l'Àrtida, Patrimoni de la Humanitat encara que ell no va arribar a veure-la.
- Illa de Wrangell, a l'Arxipèlag Alexandr d'Alaska
  - Wrangell, Alaska, una ciutat a l'illa Wrangell d'Alaska
    - Fort Wrangel, una base de la US Army a Wrangell, originàriament els britànics en deien Fort Stikine l

  - Wrangell Airport, un aeroport prop der Wrangell, Alaska
- Wrangell Narrows, un canal en l'Arxipèlag Alexander.
- Cap Wrangell de l'Illa Attu, el punt més a l'oest d'Alaska (i dels Estats Units)
- Mont Wrangell, un volcà d'Alaska
- Wrangellia, un terreny geològic d'Alaska